# Martin Roumagnac
Martin Roumagnac ist ein französisches Filmdrama aus dem Jahre 1946 von George Lacombe mit Marlene Dietrich und Jean Gabin in den Hauptrollen. Die Geschichte basiert auf dem gleichnamigen Roman (1935) von Pierre René Wolf.

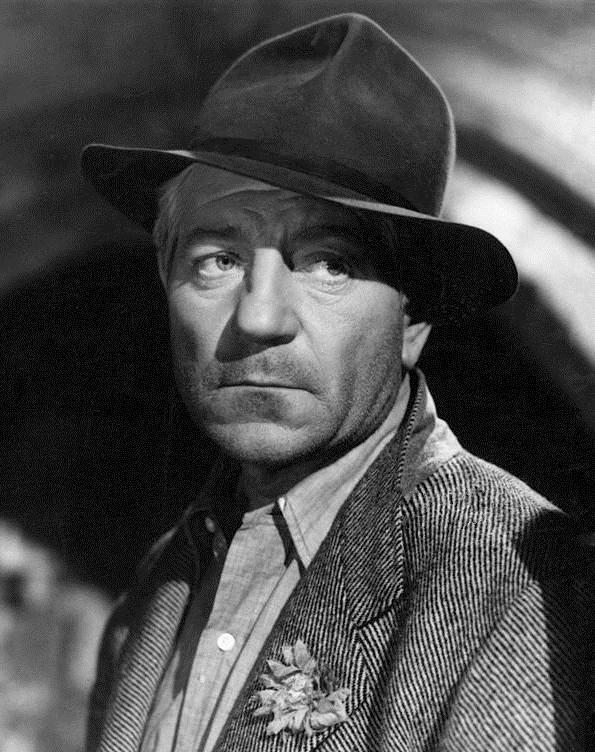
Spielen ein leidenschaftliches Liebespaar: Jean Gabin …

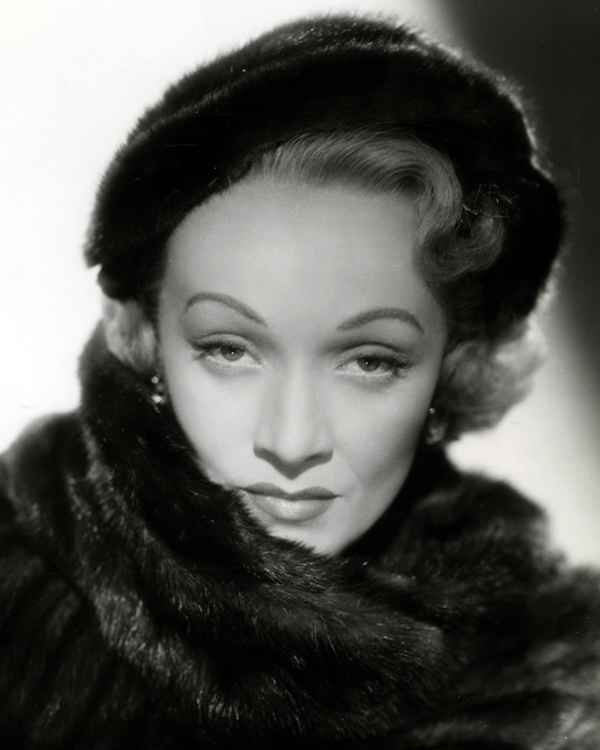
… und Marlene Dietrich

## Handlung
Irgendwo in der französischen Provinz. Hier lebt der Bauunternehmer Martin Roumagnac, ein einfacher, handfester und im Umgang ein wenig grob-ungeschliffener Typ, mit seiner Schwester in einer einfachen Baracke. Der einstige Maurer, der sich mit viel Fleiß die eigene Firma aufgebaut hat, wohnt in dieser einfachen Behausung, solange die Villa, die er gerade auf seinem Baugrund hochzieht, noch nicht fertiggestellt ist. Eines Tages tritt geradezu „sündig-weltläufiges“ Flair in die ländliche Kleinbürgerwelt, als die mondäne Witwe Blanche Ferrand ankommt. Ihr vor kurzem verstorbener Mann hatte ein kleines Vermögen im Saatgut- und Getreidehandel gemacht. Madame Ferrand ist sehr berechnend, in dem pensionierten Diplomaten Konsul Laubry hat sie bereits ihren möglichen nächsten Ehemann ausgespäht. Sie muss nur noch warten, bis dessen todkranke Gattin endlich verschieden ist. In der Zwischenzeit plant Blanche, sich mit dem einen oder anderen Liebhaber zu vergnügen. Blanche Ferrand, die aus Australien über Paris hierher kam, ist der Alptraum aller Ehefrauen, denn solange sie anwesend ist, können diese sich nicht mehr der Treue ihrer Gatten sicher sein. Und Blanche findet hier im Ort zahlreiche Bewerber um ihre Gunst.
Eines Abends, als Blanche in diesem verschlafenen Kaff endlich einmal etwas aufregendes erleben will, geht sie zu einem Boxkampf und setzt sich neben Martin, für den so ein klar strukturierter Sport genau das Richtige ist. Es dauert nicht lange, da ist Martin, der absolute Gegenentwurf zur Femme fatale Blanche, total fasziniert von dem verführerischen Neuankömmling. Martin steht bald vollkommen in ihrem Bann, und beide beginnen trotz starker Wesensunterschiede eine leidenschaftliche Affäre. Roumagnac schenkt ihr sogar seine soeben fertiggestellte Villa. Während Martin in seiner Liebe zu Blanche aufgeht, will diese keinesfalls von ihren hochtrabenden Plänen lassen und auch weiterhin den reichen Konsul heiraten, eine Verbindung, die sie ein für allemal sanieren würde. Blanches alter Onkel unterstützt dieses Lebensziel und treibt Blanche, die allmählich Gefühle für Martin Roumagnac zu entwickeln beginnt, dazu, ein Eheversprechen Laubrys anzunehmen. Martin Roumagnac kann jetzt seine Geliebte nur noch heimlich in einem nicht gerade prachtvollen Gartenpavillon nahe der hochtrabenden Villa treffen, um zu verhindern, dass seine Liaison mit Blanche publik wird. Um Blanche so oft wie möglich zu treffen, hat er sogar Monsieur Laubry in seiner bezugsbereiten Villa untergebracht.
Der Konsul fühlt sich zwar von der lasziven Ausstrahlung Blanches leidenschaftlich angezogen, doch sieht er auch die Standesunterschiede zwischen sich und ihr. Ihre gewöhnliche Herkunft, die durch den Umgang mit Martin sogar noch offenkundiger wird, ist unübersehbar. Aus dieser Überheblichkeit und dem gesellschaftlichen Standesdünkel heraus macht Laubry Blanche klar, dass er sie zwar noch immer heiraten wolle, zuvor aber verlange, dass sie ganz klar mit Roumagnac, für den Laubry nur Verachtung vorbringt, bricht. Auch von der anderen Seite gerät Blanche unter Druck. Martin, der sich durch den Bau des prachtvollen Anwesens an den Rand des finanziellen Ruins gebracht hat, macht der kostspieligen Blanche wegen ihres ungeklärten Verhältnisses zu Laubry heftige Eifersuchtsszenen. Es kommt zum Bruch zwischen den beiden so ungleichen Liebenden. Der Diplomat gießt mit seiner überheblichen Art Roumagnac gegenüber auch noch Öl ins Feuer. Als Laubrys Gattin stirbt, schlägt Blanche, zum Entsetzen ihres Schmarotzer-Onkels, den Heiratsantrag des nunmehr verwitweten Konsuls überraschenderweise aus. Sie greift sogar Laubry wegen seiner kalten Überheblichkeit gegenüber Roumagnac verbal an und wirft diesem vor, ihr die Leiche seiner verstorbenen Gattin als „Hochzeitsgeschenk“ machen zu wollen. Angewidert wendet sich Laubry von Blanche ab, ebenso wie diese von ihm. Blanche, von den in ihr herumwirbelnden Gefühlen hin- und hergerissen, will nur noch vor allem fliehen: Vor Laubry, vor Martin und vor der spießigen Enge dieser Kleinstadt. Sie plant, nach Paris zurückzukehren, um dort Abstand von allem zu gewinnen und von vorn anzufangen.
Martin Roumagnac bekommt mit, dass Blanche Vorbereitungen trifft, abzureisen und geht fälschlicherweise davon aus, sie wolle nun endgültig eine Ehe mit Konsul Laubry eingehen. Es kommt zu einem heftigen Streit. Da Blanche gegenüber Martin aus Stolz nicht zugibt, dass sie ihm zuliebe Laubry nicht heiraten werde und mit diesem keine Zukunft plane, ist Martin wie von Sinnen. Schließlich kommt es zur Katastrophe: Im Lauf der von rasender Eifersucht geprägten Auseinandersetzung legt Martin seine Hände um Blanches Hals und erwürgt sie. Wie in Trance verlässt er die Villa und bemerkt nicht, dass im Todeskampf Feuer aus dem Kamin auf das Zimmer und schließlich das ganze Haus übergesprungen ist. Die gerade fertiggestellte Villa wird ein Raub der Flammen. Martin Roumagnac geht zu seiner Schwester, die verspricht, alle Spuren seines Mordes an Blanche zu beseitigen und ihm ein Alibi zu besorgen. Dafür wird der örtliche Postbote mit einem simplen Trick manipuliert. Dennoch wird Roumagnac verhaftet und wegen Mordes angeklagt. Doch er kann, da es keine Beweise für seine Schuld gibt, seinen Hals aus der Schlinge ziehen und wird freigesprochen. Während der Gerichtsverhandlung erfährt Martin Roumagnac durch den als Zeuge auftretenden Onkel Blanches (der im Übrigen nicht wirklich ihr Onkel, sondern ein ehemaliger Liebhaber ist), dass diese die Wahrheit gesagt habe, als sie behauptete, Laubry nicht mehr heiraten zu wollen. Martin muss erkennen, dass er seine große, leidenschaftliche Liebe umsonst getötet hat. Ohne äußere Regung und tief im Inneren versteinert, kehrt Martin zu seinen Arbeitskameraden zurück, die seine Rückkehr ausgiebig feiern. Doch Roumagnac fühlt sich wie tot und zieht sich in sein finsteres Zimmer zurück. Als er aus dem Fenster blickt, erkennt Martin einen einstigen Verehrer Blanches, der seit langem in sie verliebt war. Der junge Mann schleicht um die Bauarbeiterbaracke, eine Pistole in der Hand. Roumagnac ahnt, dass der Kerl ihn des Mordes für schuldig hält und Vergeltung sucht. Martin, der bereit ist, eine Sühne für seine Schandtat zu akzeptieren, schaltet die Zimmerbeleuchtung ein, um eine gut erkennbare Zielscheibe zu bieten. Es fällt der erhoffte Schuss, der Martin Roumagnacs erbärmliche Existenz beendet.

## Produktionsnotizen
Martin Roumagnac ist der einzige Film, in dem das damalige Liebespaar und zugleich Hollywoods und Frankreichs Superstars, Gabin und Dietrich, gemeinsam vor die Kamera traten. Die Dreharbeiten fanden vom 9. Mai bis zum 26. August 1946 statt. Martin Roumagnac wurde am 4. Oktober 1946 im Colisée Paris uraufgeführt. In Deutschland lief der Film im Dezember 1946 in Baden-Baden in der ungekürzten Fassung an. Deutsche Fernsehpremiere einer stark gekürzten Fassung war am 25. August 2005 auf arte.
Marc Le Pelletier du Lucien Pinoteau übernahmen die Produktionsleitung. Die Filmbauten stammen von Georges Wakhévitch und dem Schweizer Robert Furrer, die Kostüme Marlene Dietrichs entwarf Jean Dessès.

## Kritiken
In Deutschland wurde der Film von großer publizistischer Aufmerksamkeit begleitet, war er doch die erste Dietrich-Produktion, die nach dem Krieg hierzulande anlief. Folgende Publikationen widmeten sich in den Westzonen Martin Roumagnac: Illustrierte Film-Bühne, München, Nr. 263 (1947), Filmpost Programm, Frankfurt, Nr. 229 (1947), IFA, Baden-Baden, Nr. 8 (1947), Die Neue Filmwoche, Baden-Baden, 2. Jahrgang, Nr. 4, Seite 16, vom Januar 1947, Der Kurier, Berlin, vom 21. Juni 1947, Der Tagesspiegel, Berlin, vom 24. Juli 1947, Roland von Berlin, Heft 5, vom 29. Juni 1947, Illustrierter Film-Kurier, Wien, Nr. 407 (1948) und der Katholischer Filmdienst, Düsseldorf, Nr. 210, vom 8. Februar 1949.
Auch in der ersten Ausgabe des Spiegels wurde Martin Roumagnac besprochen. Dort heißt es: „Es ist, endlich, ein unkomplizierter Film der neuesten französischen Produktion. Er läuft sich nicht im Intellektuellen tot.“
Der Filmdienst urteilte Jahrzehnte später: „Düsteres Drama, geprägt von einem ethischen Skeptizismus, der sich vor allem in der Milieuschilderung niederschlägt. Geschichte und Inszenierung sind eher routinierte Dutzendware, Aufmerksamkeit verdient der Film indes durch das reizvolle Spiel der beiden Hauptdarsteller.“
Auf prisma.de ist zu lesen: „Starke Liebesgeschichte von Autor und Regisseur Georges Lacombe, der hier viele Motive des film noir verwendet: Die femme fatale, die Opposition von Stadt und Land und die Erotik des Geldes.“